# Rushville (Ohio)
Rushville és una població dels Estats Units a l'estat d'Ohio. Segons el cens del 2000 tenia 268 habitants.

## Demografia
Segons el cens del 2000, Rushville tenia 268 habitants, 90 habitatges, i 74 famílies. La densitat de població era de 449,9 habitants/km².
Dels 90 habitatges en un 52,2% hi vivien nens de menys de 18 anys, en un 61,1% hi vivien parelles casades, en un 12,2% dones solteres, i en un 16,7% no eren unitats familiars. En el 14,4% dels habitatges hi vivien persones soles el 5,6% de les quals corresponia a persones de 65 anys o més que vivien soles. El nombre mitjà de persones vivint en cada habitatge era de 2,98 i el nombre mitjà de persones que vivien en cada família era de 3,25.
Per edats la població es repartia de la següent manera: un 34,7% tenia menys de 18 anys, un 8,6% entre 18 i 24, un 33,6% entre 25 i 44, un 19,8% de 45 a 60 i un 3,4% 65 anys o més.
L'edat mediana era de 31 anys. Per cada 100 dones de 18 o més anys hi havia 96,6 homes.
La renda mediana per habitatge era de 33.750 $ i la renda mediana per família de 45.875 $. Els homes tenien una renda mediana de 31.563 $ mentre que les dones 25.417 $. La renda per capita de la població era de 13.864 $. Aproximadament el 12,7% de les famílies i el 14,7% de la població estaven per davall del llindar de pobresa.

## Poblacions més properes
El següent diagrama mostra les poblacions més properes.